# 천만원게임
천만원게임은 SBS에서 하는 프로그램이다. 기획 의도는 현장 프로그램이다.

## 방송시간
- 1997년 5월 25일 ~ 1997년 10월 12일 : 매주 일요일 밤 00:05 ~ 00:55(55분)
- 1997년 11월 16일 ~ 1998년 1월 11일 : 매주 일요일 낮 12:10 ~ 13:05(55분)

## 진행자
- 송승환
- 윤지영

## 이전 진행자
- 최선규
- 이영현